# 怒涛一万浬
『怒涛一万浬』（どとういちまんかいり）は1966年製作の日本映画。モノクロ、東宝スコープ。同時上映は『ゼロ・ファイター 大空戦』。

## キャスト
- 村上平八郎：三船敏郎
- 矢野一作：三橋達也
- 津田：田村亮
- 青木：佐藤允
- 河辺：堺左千夫
- 加賀：沢村いき雄
- 安原：人見明
- 根本：小川安三
- 南：鈴木和夫
- 小島：樋浦勉
- 江間：春日章良
- 前原：中岡愼太郎
- 岩田：中丸忠雄
- 堀：中村是好
- 戸川洋子：浜美枝
- 野崎：平田昭彦

## スタッフ
| 製作           | 三船敏郎                 |
| 脚本           | 小川英、関沢新一、福田純 |
| 音楽           | 佐藤勝                   |
| 整音           | 下永尚                   |
| 撮影           | 斎藤孝雄                 |
| 美術           | 植田寛                   |
| 録音           | 西川善男                 |
| 照明           | 森弘充                   |
| 編集           | 藤井良平                 |
| チーフ助監督   | 坂野義行                 |
| 製作担当者     | 根津博                   |
| 監督助手       | 大森健次郎               |
| 撮影助手       | 原一民                   |
| 美術助手       | 幡野豊次郎               |
| 録音助手       | 菊池誠一                 |
| 照明助手       | 羽田昭三                 |
| 特殊機械       | 渡辺豊志                 |
| 大道具助手     | 小川信太郎               |
| 小道具         | 樋口十九一               |
| メイクアップ   | 小林重夫                 |
| 結髪           | 岡田定子                 |
| 衣裳           | 柿沢真                   |
| 編集助手       | 田村嘉男                 |
| 音響効果       | 金山実                   |
| スプリクター   | 小林孝子                 |
| スチール       | 石月美徳                 |
| 製作係         | 木島繁                   |
| 特殊技術       | 中野昭慶                 |
| プロデューサー | 田中友幸、武中孝一       |
| 監督           | 福田純                   |
| 映像制作       | 東宝撮影所               |
| 制作           | 三船プロダクション       |
| 配給           | 東宝                     |

## 制作
飛行機のシーンでは、絵葉書から切り取ったものをアニメーションの雲に合成して動かしている。監督の福田純は航空会社のライブラリーフィルムを用いることを予定していたが適当なものがなく、ミニチュア特撮による撮影を行う時間もなかったため苦肉の策として用いられた。